# Clendenin (Virginia Occidental)
Clendenin es un pueblo ubicado en el condado de Kanawha en el estado estadounidense de Virginia Occidental. En el Censo de 2010 tenía una población de 1227 habitantes y una densidad poblacional de 313,12 personas por km².

## Geografía
Según la Oficina del Censo de los Estados Unidos, Clendenin tiene una superficie total de 3.92 km², de la cual 3.73 km² corresponden a tierra firme y (4.69%) 0.18 km² es agua.

## Demografía
Según el censo de 2010, había 1227 personas residiendo en Clendenin. La densidad de población era de 313,12 hab./km². De los 1227 habitantes, Clendenin estaba compuesto por el 98.7% blancos, el 0.24% eran afroamericanos, el 0% eran amerindios, el 0.33% eran asiáticos, el 0% eran isleños del Pacífico, el 0% eran de otras razas y el 0.73% pertenecían a dos o más razas. Del total de la población el 0.08% eran hispanos o latinos de cualquier raza.